# Gravelbourg
Gravelbourg – miasto w Kanadzie, w prowincji Saskatchewan. Gravelbourg jest jednym z niewielu dwujęzycznych miast w zachodniej Kanadzie - językami urzędowymi miasta są angielski i francuski.
Pierwsi osadnicy europejscy pojawili się tutaj w 1906 roku, w większości byli to Kanadyjczycy z Quebecu oraz Franko-Amerykanie. Od początku istnienia ważną rolę w życiu osady miał kościół katolicki, to właśnie duchowni katoliccy założyli istniejący do dziś francuskojęzyczny Collège Mathieu.
Liczba mieszkańców Gravelbourga wynosi 1 089. Język angielski jest językiem ojczystym dla 56,4%, francuski dla 31,9% mieszkańców (2006).